# Спурий Торий
Спу́рий То́рий (лат. Spurius Thorius Balbus; умер после 111 года до н. э.) — римский политический деятель из плебейского рода Ториев, народный трибун около 111 года до н. э.

## Биография
Согласно британскому антиковеду Т. Уайзмену, Спурий Торий мог являться уроженцем Ланувия. Около 111 года до н. э. он занимал должность народного трибуна. Спурий внёс изменения в аграрный закон: 30 югеров земли, выданные безземельным гражданам Рима при братьях Гракхах, передавались в их частную собственность. Ранее земля была в их пользовании, без права купли—продажи. Цицерон упоминает Тория как оратора, который «был силён в речах перед народом».